# Rourea
Rourea es un género  de plantas fanerógamas perteneciente a la familia de las connaráceas. Comprende 203 especies descritas y de estas, solo 52 aceptadas.

## Descripción
Son bejucos. Folíolos (3–) 5–7, ápice acuminado, margen entero, envés glabro o algo pubérulo, cartáceos. Inflorescencias paniculadas, glabras o vellosas, 5–10 cm de largo; sépalos imbricados; pétalos glabros, sin puntos glandulares; estambres glabros, unidos en la base; carpelos 5. Fruto 1 (raramente 2) por flor, glabro, estípite ausente, cáliz acrescente en el fruto; endosperma ausente.

## Taxonomía
El género fue descrito por Jean Baptiste Christophore Fusée Aublet  y publicado en Histoire des Plantes de la Guiane Françoise 1: 467, pl. 187. 1775.

## Especies seleccionadas
- Rourea accrescens
- Rourea acropetala
- Rourea acuminata
- Rourea acutipetala
- Rourea adenophora[4]